# Клубови поезије
Клубови поезије (чеш. Kluby poezie) је роман чешког књижевника Бохумила Храбала (чеш. Bohumil Hrabal) објављен 1981. године у издавачкој кући "Mladá fronta". Српско издање књиге објавили су "Стубови културе" из Београда 1998. године, у преводу Милана Чолића.

## О аутору
Бохумил Храбал (28. март 1914, Брно, Чешка — 3. фебруар 1997, Праг), је један од најпознатијих чешких аутора. Дипломирао је право на Карловом универзитету али се никада није бавио правом. Радио је као продавац, у позоришту као радник на кулисама и статиста, као агент осигурања, трговачки путник, на пословима у фабрици и као канцеларијиски радник. Од 1963. године почиње да живи од писања, али је 1968. године осудио совјетску окупацију Чекословачке и то му доноси забрану објављивања до 1975. године. Најсрећније године Храбаловог стваралашта је у периоду од 1963. до 1969. године.

## О књизи
Књига Клубови поезије говори о Ханти и Владимиру. У једној од споредних улица Либења, у приградској стамбеној згради, Ханта, радник у центру за прикупљање отпадног папира, и Владимир, алатничар из ЧКД-а, живе заједно као подстанари. О лепоти стварности изражавају се различитим уметничким средствима: једно речима, друго графички. Живот у то време посматрамо кроз њихове очи. Реч поезија у наслову књиге упозорава читаоца да у тексту тражи поетску евоцацију радости и туге, а не кохерентну, логичну причу.
Храбал о својим ликовима на крају књиге каже: "Оба протагониста се труде да се прокљуцају својим мислима тамо где још нисз били. Обојица са сигурношћу знају да се њихова пут креће по дијагонали писма само и једино увис, па чак и онда када се њихова жеља завршава неразумевањем, често и падом. Међутим, обојица су свесни да код тог ироничног пута нема повратка, да им не преостаје ништа друго до да гледају увис, па и по цену да полуде. Оба протагониста ипак не спадају у категорију преклапала две претходне генерације. Ханта је разочаран, резигриран, Владимир не непрестано налази у стању заљубљеног ишчекивања великих догађаја. Међутим, обојица доживљавају судбину Сизифа, после сваког пада изнова почињу да гурају свој балван узбрдо, смером ка хоризонту, светлости, где ни један протагониста није свестан тога да још само један корак нагоре представља пут надоле. Њихова поезија се тако сваки дан изнова и изнова пили из љуске да би потом над собом угледали нови плафон јајета, иза чије љуске наслућују нове сфере које примамљују. Тако се непрекидно обнављају границе иза којих се налази оно недостижно. Оба протагониста на тај начин, у рађању, у лепом, достижу узвишеност која заслужује осуду и иронију, да живот и поред њихових жеља иде даље, да не може а да не иде даље живот који ће променити не само човека већ и свет." 